# Convention d'Akkerman

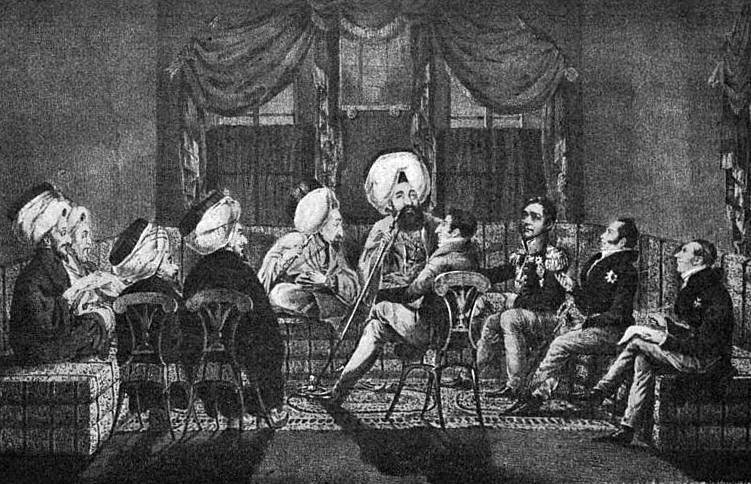
Le Tsar 1er empereur de l'Empire Russe parle au Sultan de l'Empire Ottoman à Akkerman.

La convention d’Akkerman est signée le 7 octobre 1826 entre l'Empire russe et l’Empire ottoman à Akkerman (ville, port et citadelle historiquement connus sous ses noms italien de Montecastro et moldave/roumain de Cetatea Albă, aujourd’hui Bilhorod-Dnistrovskyi en Ukraine).

## Contexte
Par le traité de Bucarest (1812) mettant fin à la guerre russo-turque de 1806-1812, l'Empire russe avait dû évacuer la Moldavie, la Valachie et la Serbie mais l'article VIII du traité lui laissait un droit de regard sur ces pays. L'empereur Nicolas Ier vient de monter sur le trône de Russie en 1825 ; connu pour sa tendance au militarisme et au messianisme russe, il entend restreindre la puissance ottomane alors que le sultan ottoman Mahmoud II est confronté à la guerre d'indépendance grecque. En mars 1826, le tsar adresse à la Sublime Porte un ultimatum réclamant la mise en application de l'article VIII.

## Dispositions
La convention stipule que les hospodars de Moldavie et Valachie seront élus pour sept ans par leurs assemblées régionales puis approuvés par les deux puissances signataires.
Elle impose aussi le retrait des forces ottomanes installées depuis 1821 dans les principautés roumaines.
La Valachie recouvre le contrôle des ports danubiens de Giurgiu, Brăila et Turnu qui ont été annexés par l'Empire ottoman au XVIe siècle.
L’autonomie est octroyée à la principauté de Serbie.

## Statut des principautés de Moldavie et Valachie

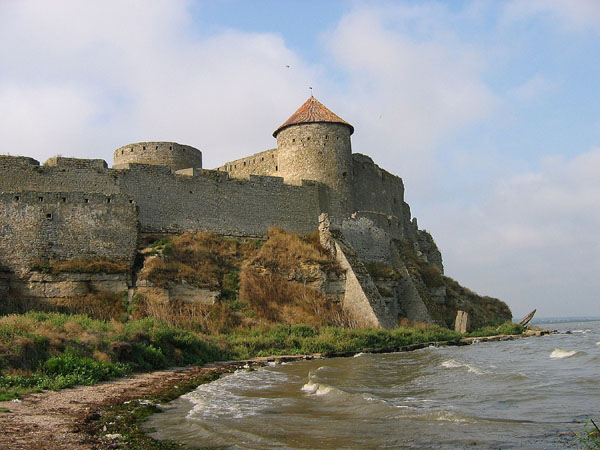
Forteresse de Bilhorod-Dnistrovskyi, Ukraine

La monarchie était élective dans les principautés roumaines de Moldavie et de Valachie. Le souverain (voïvode, hospodar ou domnitor selon les époques et les sources) était élu par (et souvent parmi) les boyards, puis agréé par les Ottomans : pour être nommé, régner et se maintenir, il s'appuyait sur les partis de boyards et fréquemment sur les puissances voisines, russe et turque, car jusqu'en 1859 les deux principautés étaient vassales et tributaires de la « Sublime Porte ». Le candidat au trône devait ensuite « amortir ses investissements » par sa part sur les taxes et impôts, verser en outre le tribut aux Ottomans, payer ses mercenaires et s'enrichir néanmoins. Pour cela, un règne d'un semestre au moins était nécessaire, mais la « concurrence » était rude, certains princes ne parvenaient pas à se maintenir assez longtemps sur le trône, et devaient ré-essayer. Cela explique le « jeu des chaises musicales » sur les trônes, la brièveté de beaucoup de règnes, les règnes interrompus et repris, et parfois les règnes à plusieurs (co-princes). Quant au gouvernement, il était assuré par les ministres et par le Sfat domnesc (conseil des boyards). Concernant le tribut aux Turcs, la vassalité des principautés roumaines envers l'Empire ottoman ne signifie pas, comme le montrent par erreur beaucoup de cartes historiques, qu'elles soient devenues des provinces turques et des pays musulmans. Seuls quelques petits territoires moldaves et valaques sont devenus ottomans : en 1422 la Dobrogée au sud des bouches du Danube, en 1484 la Bessarabie alors dénommée Boudjak, au nord des bouches du Danube (ce nom ne désignait alors que les rives du Danube et de la mer Noire), en 1538 les rayas de Brăila alors dénommée Ibrahil et de Tighina alors dénommée Bender, et en 1713 la raya de Hotin. Le reste des principautés de Valachie et Moldavie (y compris la Moldavie entre Dniestr et Prout qui sera appelée Bessarabie en 1812, lors de l'annexion russe) ont conservé leurs propres lois, leur religion orthodoxe, leurs boyards, princes, ministres, armées et autonomie politique (au point de se dresser plus d'une fois contre le Sultan ottoman). Les erreurs cartographiques et historiques sont dues à l'ignorance ou à des simplifications réductrices.

## Statut de la principauté de Serbie
La convention d'Akkerman donne une base légale à l'autonomie de fait de Miloš Ier Obrenović comme prince de Serbie mais sans aucune référence à son statut héréditaire.

## Conséquences
La répudiation de la convention par le Sultan Mahmoud II déclenche la guerre russo-turque de 1828-1829.